# Diane (NN4)
Pour les articles homonymes, voir Diane.
La Diane (NN4) était un sous-marin de la marine nationale française, navire de tête de la classe Diane (1926). Elle a servi pendant l'entre-deux-guerres et la Seconde Guerre mondiale.